# The State of New York vs. Derek Murphy
The State of New York vs. Derek Murphy to EP amerykańskiego rapera Sadata X członka Brand Nubian, wydany we wrześniu 2000 roku nakładem wytwórni Relativity Records.

## Lista utworów
Opracowano na podstawie źródła.
| # | Tytuł                                        | Producent          |
| - | -------------------------------------------- | ------------------ |
| 1 | "X-Man" (gośc. Diamond D)                    | Diamond D          |
| 2 | "Low Maintenance High Wear"                  | Dart La            |
| 3 | "Ka-Ching" (gośc. Hy Tymes)                  | Minnesota          |
| 4 | "Cock it Back"                               | A Kid Called Roots |
| 5 | "If (It Ain't About Paper)" (gośc. Hy Tymes) | Minnesota          |
| 6 | "You Can't Deny"                             | Diamond D          |

## Notowania
Opracowano na podstawie źródła.
| Rok  | Singel     | Notowania | Notowania | Notowania | Notowania |
| Rok  | Singel     | USA 100   | USA R&B   | Hot Rap   |           |
| ---- | ---------- | --------- | --------- | --------- | --------- |
| 2000 | "Ka-Ching" | —         | —         | 36        |           |